# Jacob Pesman (1888-1950)
Jacob Jan Pesman (Thesinge, 4 januari 1888 – Rijswijk, 2 januari 1950) was een Nederlands landmachtofficier en militair in het KNIL. Hij was uiteindelijk generaal-majoor der infanterie van het Indische leger.

## Leven en werk
Pesman werd in 1888 te Thesinge in de gemeente Ten Boer geboren als een zoon van Klaas Evert Pesman en Tjaaktje Groenveld. Hij volgde de Koninklijke Militaire Academie en werd in mei 1908 als cadet gedetacheerd bij het eerste regiment infanterie te Assen (samen met cadet J.H.A. Jacometti). Op 6 augustus 1910 werd hij benoemd tot tweede luitenant. Bijna drie jaren later werd hij benoemd tot eerste luitenant. Vervolgens werd Pesman achtereenvolgens benoemd tot kapitein, majoor en luitenant-kolonel bij de landmacht.
In de rang van kolonel was hij commandant van het zesde regiment infanterie te Malang. Hij nam vervolgens tijdens de afwezigheid wegens kort buitenlands verlof van generaal-majoor C.A. Ilgen van 5 januari tot mei 1938 het commando der tweede divisie te Magelang waar. Op 31 december gaf Pesman het commando te Malang over aan luitenant-kolonel Roelof Overakker, die daarnaast zijn functie als commandant van het achtste bataljon bleef bekleden. Hij werd vervolgens overgeplaatst naar de staf van het eerste regiment infanterie te Weltevreden om te worden benoemd tot commandant van het eerste regiment infanterie aldaar. Op 21 september 1938 vertrok hij voor een studieopdracht naar Nederland, waarvan hij de 27ste april 1939 per motorschip Dempo terug naar Indië keerde, alwaar hij ter beschikking van de inspecteur der infanterie werd gesteld. Pesman werd bij Koninklijk Besluit van 12 juni 1939 nummer 33 met ingang van 29 juni benoemd tot generaal-majoor.
Van 1937 tot 1940 was Pesman gedeputeerd grootmeester van de Orde Vrijmetselarij in Nederlands-Indië; daarvoor was hij te Malang voorzitter van de Rotary-club. Bij Koninklijk Besluit van 20 augustus 1937 nummer 54-A werd hij benoemd tot officier in de Orde van Oranje-Nassau. Tijdens het begin van de Tweede Wereldoorlog werden er in Nederlands-Indië stadswachten en landwachten geformeerd; zij stonden onder leiding van Pesman en bestonden grotendeels uit inheemsen, waaronder vele Chinezen. Hun taak was de verdelging van parachutisten en vijfde colonne-mensen. Op West-Java werd tijdens de oorlog de Groep Bandung opgericht waarvan Pesman in 1942 commandant werd.
Pesman trouwde te Den Haag op 19 mei 1911 met Wilhelmina Catharina Kuiler en samen kregen ze twee kinderen, waaronder Jacob Pesman. Na het overlijden van zijn eerste echtgenote in 1945 hertrouwde hij te Rijswijk op 11 september 1948 met Solveig Johanna Olsen. Hij overleed in 1950 in de Zuid-Hollandse plaats Rijswijk.